# Walentin Coniew
Walentin Iwanowicz Coniew, ros. Валентин Иванович Цонев (ur. 31 stycznia 1907 r. w Moskwie, zm. 1993 w Waszyngtonie) – radziecki inżynier, oficer w oddziale wywiadowczym sztabu Sił Zbrojnych Komitetu Wyzwolenia Narodów Rosji, emigracyjny działacz antykomunistyczny.
W 1930 r. ukończył mechanikę w moskiewskim instytucie mechanicznym im. M. W. Łomonosowa, po czym został konstruktorem maszyn. W 1938 r. mianowano go wojeninżynierem 3 rangi rezerwy. Po ataku wojsk niemieckich na ZSRR 22 czerwca 1941 r., został zmobilizowany do Armii Czerwonej. Skierowano go do dyspozycji sztabu Frontu Południowo-Zachodniego. Wkrótce dostał się do niewoli niemieckiej. Przebywał w różnych obozach jenieckich. Pod koniec 1944 r. podjął kolaborację z Niemcami. Wstąpił do nowo tworzonych Sił Zbrojnych Komitetu Wyzwolenia Narodów Rosji. Początkowo znajdował się w rezerwie oficerskiej, zaś od marca 1945 r. był oficerem w oddziale wywiadowczym sztabu Sił Zbrojnych KONR. 9 maja wraz z oddziałami „własowskimi” poddał się Amerykanom. Przebywał w różnych obozach jenieckich. Pod koniec lutego 1946 r. zbiegł z obozu w Plattling. Do 1949 r. mieszkał w rejonie Monachium, po czym wyemigrował do USA. Pracował tam w Radiu „Głos Ameryki”.